# Samogost
Samogost — staropolskie imię męskie, zrekonstruowane na podstawie nazwy wsi Samogoszcz, złożone z członów Samo- ("samotny, jedyny") i -gost ("goście", "gościć").
Zobacz też:
- Samogoszcz — wieś w województwie mazowieckim.
- Samogoszcz — wieś w województwie łódzkim.